# Réminiac
Réminiac [ʁeminjak] est une commune française située dans le département du Morbihan, en région Bretagne.
Traditionnellement, la commune est située en Haute-Bretagne.

## Géographie
|         | Augan    |           |
| Caro    | Réminiac | Monteneuf |
| Ruffiac | Tréal    | Carentoir |

### Cadre géologique

Carte géologique du Massif armoricain.

La région de Réminiac  est localisée dans le domaine centre armoricain, dans la partie médiane du Massif armoricain qui est un socle ouest-européen de faible altitude (maximum 400 m), caractérisé par des surfaces d'aplanissement et qui résulte d'une histoire complexe composée de trois orogenèses : icartienne (Paléoprotérozoïque,ca. 2,2-1,8 Ga), cadomienne (Édiacarien 750-540 Ma) et surtout varisque (ou hercynienne, au Dévonien-Carbonifère, 420-300 Ma). La structure du Massif armoricain résulte de la superposition de l'héritage de ces deux derniers orogènes.
Réminiac est situé dans un vaste bassin sédimentaire constitué de sédiments détritiques essentiellement silto-gréseux issus de l'érosion de la chaîne cadomienne et accumulés sur plus de 15 000 m d'épaisseur, socle sur lequel repose en discordance des formations paléozoïques sédimentaires. La commune s'étend sur une seule entité géologique et géomorphologique, l'« ellipse de Réminiac » à l'ouest d’une grande unité sédimentaire qui a elle aussi été déformée par des plissements au Paléozoïque, le synclinorium de Martigné-Ferchaud (« synclinaux du sud de Rennes »). Dans cette unité synclinoriale du sud rennais proprement dite, à structure appalachienne, la sédimentation paléozoïque débute par la mise en place de matériel détritique de couleur rouge, la formation ordovicienne de Pont-Réan, caractérisée notamment par le faciès de type Réminiac constitué de volcanoclastites et laves acides. L'ellipse de Réminiac est formée de deux synclinaux de terrains primaires, caractérisés par la prédominance de roches de type grès et quartzites, avec présence locale de débris de roches volcaniques. Cet ensemble émerge des formations briovériennes à schistes et micaschistes qui
s’étend entre le massif de Paimpont et la partie orientale des Landes de Lanvaux.

### Hydrographie
Pour un article plus général, voir Réseau hydrographique du Morbihan.
La commune est située dans le bassin Loire-Bretagne. Elle est drainée par le Rahun, le ruisseau de Gardeux et divers autres petits cours d'eau,.
Le Rahun, d'une longueur de 20 km, prend sa source dans la commune  et se jette  dans l'Aff  à La Gacilly, après avoir traversé cinq communes. 

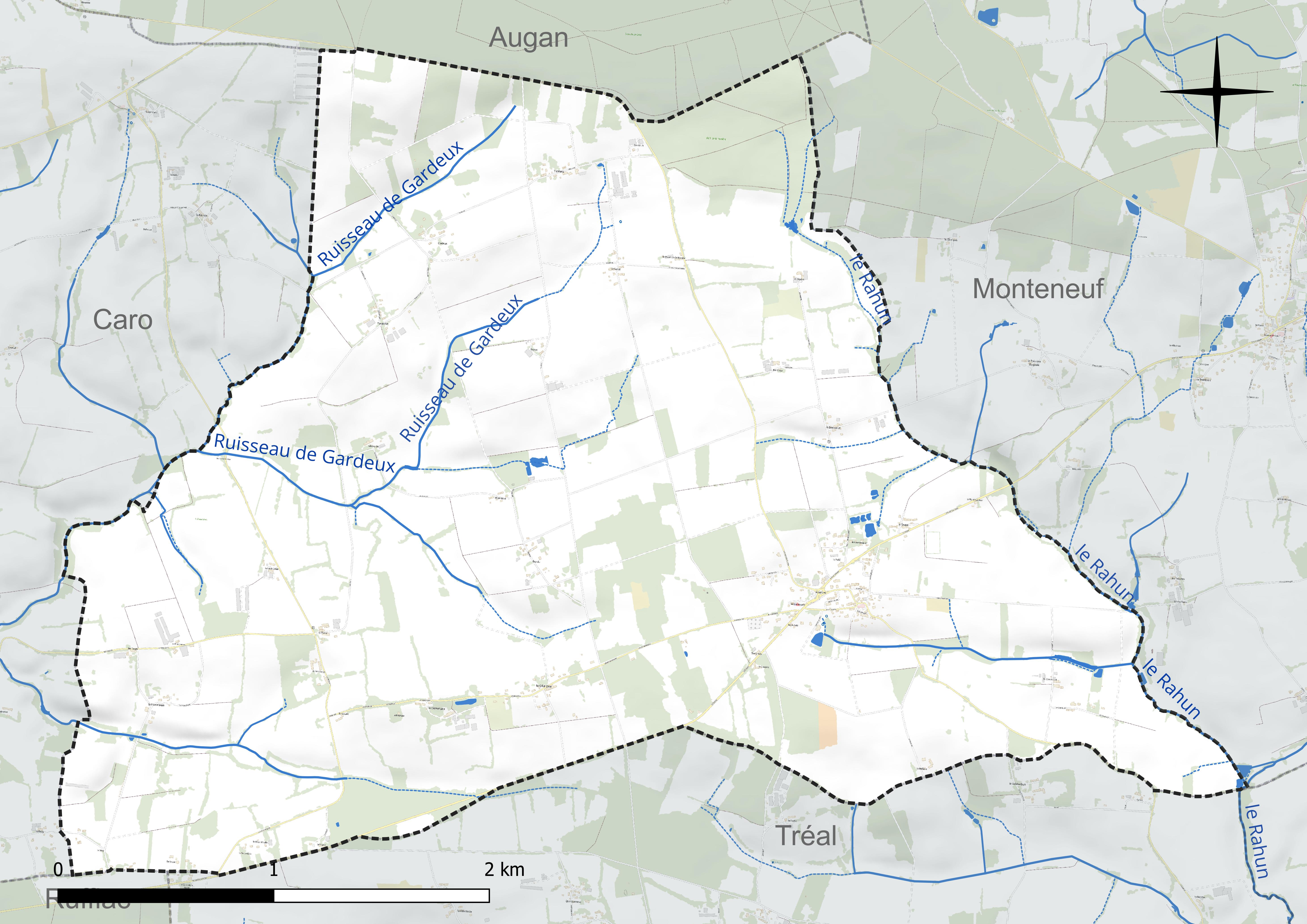
Réseau hydrographique de Réminiac.

### Climat
Pour des articles plus généraux, voir Climat de la Bretagne et Climat du Morbihan.
En 2010, le climat de la commune est de type climat océanique franc, selon une étude du CNRS s'appuyant sur une série de données couvrant la période 1971-2000. En 2020, Météo-France publie une typologie des climats de la France métropolitaine dans laquelle la commune est exposée à un climat océanique et est dans la région climatique  Bretagne orientale et méridionale, Pays nantais, Vendée, caractérisée par une faible pluviométrie en été et une bonne insolation. Parallèlement l'observatoire de l'environnement en Bretagne publie en 2020 un zonage climatique de la région Bretagne, s'appuyant sur des données de Météo-France de 2009. La commune est, selon ce zonage, dans la zone « Intérieur Est », avec des hivers frais, des étés chauds et des pluies modérées.  
Pour la période 1971-2000, la température annuelle moyenne est de 11,4 °C, avec une amplitude thermique annuelle de 12,8 °C. Le cumul annuel moyen de précipitations est de 830 mm, avec 12,8 jours de précipitations en janvier et 6,4 jours en juillet. Pour la période 1991-2020, la température moyenne annuelle observée sur la station météorologique la plus proche, située sur la commune de Guer à 10 km à vol d'oiseau, est de 12,3 °C et le cumul annuel moyen de précipitations est de 872,7 mm,. Pour l'avenir, les paramètres climatiques de la commune estimés pour 2050 selon différents scénarios d'émission de gaz à effet de serre sont consultables sur un site dédié publié par Météo-France en novembre 2022.

## Urbanisme

### Typologie
Au 1er janvier 2024, Réminiac est catégorisée commune rurale à habitat dispersé, selon la nouvelle grille communale de densité à sept niveaux définie par l'Insee en 2022.
Elle est située hors unité urbaine. Par ailleurs la commune fait partie de l'aire d'attraction de Guer, dont elle est une commune de la couronne,. Cette aire, qui regroupe 9 communes, est catégorisée dans les aires de moins de 50 000 habitants,.

### Occupation des sols
L'occupation des sols de la commune, telle qu'elle ressort de la base de données européenne d’occupation biophysique des sols Corine Land Cover (CLC), est marquée par l'importance des territoires agricoles (89,6 % en 2018), une proportion sensiblement équivalente à celle de 1990 (88,8 %). La répartition détaillée en 2018 est la suivante : 
terres arables (49,7 %), zones agricoles hétérogènes (39,5 %), forêts (8,3 %), zones urbanisées (2,1 %), prairies (0,4 %). L'évolution de l’occupation des sols de la commune et de ses infrastructures peut être observée sur les différentes représentations cartographiques du territoire : la carte de Cassini (XVIIIe siècle), la carte d'état-major (1820-1866) et les cartes ou photos aériennes de l'IGN pour la période actuelle (1950 à aujourd'hui).

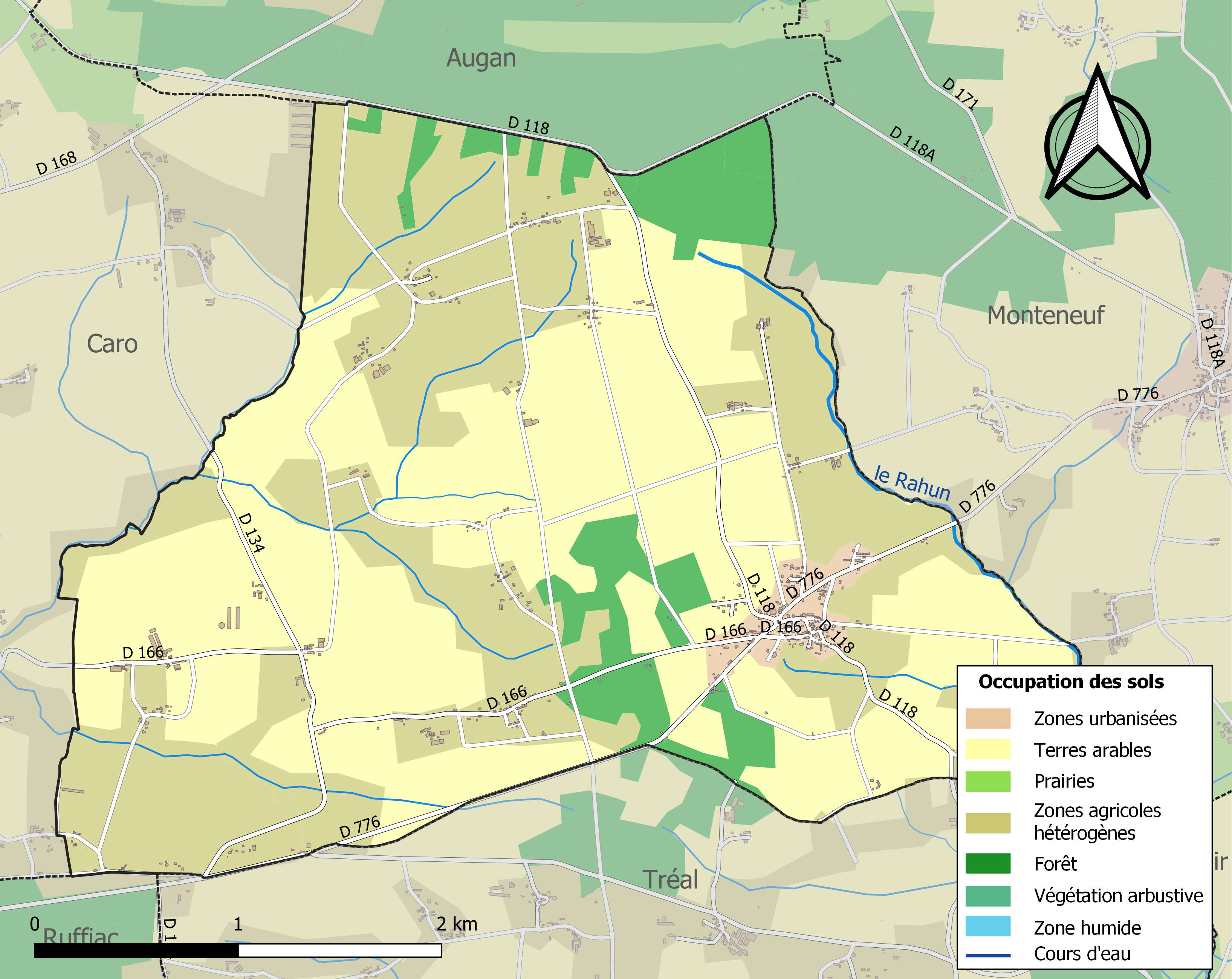
Carte des infrastructures et de l'occupation des sols de la commune en 2018 (CLC).

## Toponymie

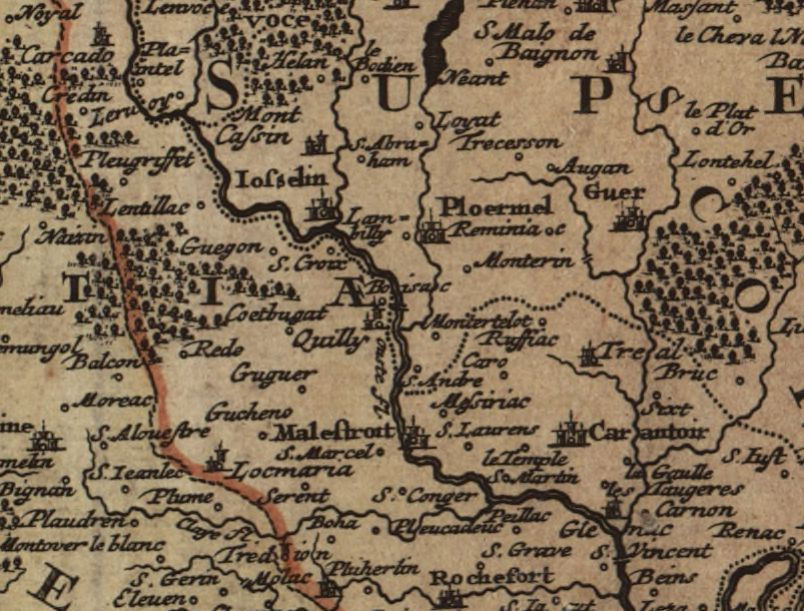
Extrait de la Tabula ducatus britanniae gallis, Réminiac se trouve au centre.

Réminiac apparaît dans le cartulaire de Redon de 856 sous la forme Ruminiac comme dépendant de Caro (« Ruminiac, locus in Caroth ») ; Reminiac sur la Tabula ducatus britanniae gallis au 17e siècle (voir image ci-contre) ; Reminiac en 1793.
Son nom est Ruvenieg en breton,,.
La langue Bretonne a laissé de nombreuses traces dans les noms des lieux-dits de la commune :
Glainville : S'appelait autrefois la métairie des Chevesses (mot gallo qui signifie «champ transversal enclavé dans un domaine»), puis a rapidement changé de nom pour devenir Saint-Glainville, puis Glainville à la fin du XVIIIe siècle. Composé de glenn signifiant « vallée, terre profonde » en breton (la Chapelle-Glain en Loire-Atlantique était attesté sous la forme Capella Glen en 1287) et de -ville (mot Français désignant le village), on pourrait donc le traduire par le « village de la vallée ».
Cladeuc : Composé de clad signifiant « fossé »[réf. nécessaire] (clawdd" en gallois, kleuz en breton, kleudh en cornique, clad en Irlandais et même clado- en Gaulois) puis du suffixe -euc, en vieux breton -oc indiquant le lieu, la propriété ou le village. On peut donc le traduire par « le village dans le fossé »[réf. nécessaire] et on peut rapprocher ce lieu-dit aux différents « fossaie » présents en France (Ombrée d'Anjou, Marzy, ...) [Quoi ?] ou . Le -d- intervocalique est conservé contrairement au lieu-dit Le Cleu en Tréal qui signifie la même chose[réf. nécessaire]. En effet, le nom semble plus proche du gallois clawdd ou du gaulois clado. Le breton aurait-il évolué de clawdd vers kleuz sans que le nom de ce lieu dit ait été modifié ?[réf. nécessaire][Quoi ?] ou bien autre hypothèse, ce village serait encore plus ancien et issus du gaulois *Cladacon[réf. nécessaire], le suffixe -acon aurait alors été bretonisé en -oc par la suite[réf. nécessaire]. Cela semble peu probable compte tenu du fait que Ruminiac (ancienne forme du nom de la commune) n'ait pas été transformé lui aussi en *Ruminioc.
Trigon : Composé de Tri- issus d'une altération de Tré- (Plusieurs lieux-dits en Tré- ont évolué en Tri- au fil du temps, c'est le cas notamment de Triguého en Tréal qui était le village d'un dénommé Guého) dérivé du vieux breton treb, signifiant « trève » ou « village » et de -gon qui représenterait le vieux breton -kon sifgnifiant « élevé »[réf. nécessaire]. Il s'agit donc ici du « village élevé ».[réf. nécessaire]
Quillian : Composé de killi signifiant « bosquet » ou « bocage » et du suffixe diminutif -ian. Killi procède du vieux breton celli, cilli. On retrouve le même sens dans les noms de Quily dans le Morbihan et de Quilly en Loire Atlantique. Il a pour équivalents le gallois celli « bocage », le cornique kelly de même sens ou l'Irlandais kill signifiant « bois ». Quillian peut donc se traduire par « petit bosquet ». D'autres Quillian sont présents en Bretagne (Kergrist, Radenac, Bignan, Pleucadeuc, Carentoir, Muel, La chapelle Gaceline). Dans le Finistère et les Côtes d'Armor, ce nom est également très présent mais se note Quillien.[réf. nécessaire]
Le Bézy : Se nommait autrefois le Bezic dans les registres paroissiaux. Composé de bez signifiant « tombe » et du suffixe diminutif ic, il s'agit donc ici d'une « petite tombe ». Ce lieu-dit peut être rapproché à Bécihan en Monteneuf qui a la même signification. Le suffixe diminutif ian étant équivalent à -ic.
Penhouët : Composé de penn signifiant « « tête, bout, extrémité » et de hoët signifiant « bois, forêt ». Cela se traduit donc par « le coin de la forêt »[réf. nécessaire].
Kerliza : Composé de ker = La ferme ou le village et d'Eliza ⇒ Le village d'Eliza[réf. nécessaire].
Brého : Composé de Bré- signifiant « hauteur, colline » de hoc'h ou hoh signifiant « porc » ou « sanglier ». Il s'agit donc ici de « la colline aux sangliers »[réf. nécessaire].
Le Cré : Issus du breton crec'h qui signifie « Le haut de la côte ». Le c’h est un digramme de l’alphabet breton qui se prononce comme la jota [ro-ta] en langue espagnole ou le Ach-Laut en langue allemande. Cela se prononce donc comme un « rhe » accentué et guttural. C'est probablement la raison pour laquelle le c'h a fini par disparaitre[réf. nécessaire].
Branla : Se nommait autrefois Branlac ou Branslac[réf. nécessaire] dans les registres paroissiaux mais il est difficile de savoir si le -c final était prononcé, car il a fini par disparaitre vers le XVIIIe siècle . Composé de bran qui veut dire « colline » ou « hauteur » que l'on peut retrouver dans les communes de Brandivy ou Branderion[réf. nécessaire] et de lac'h ou Leac'h signifiant « pierre » ou dans certains cas "« grosse pierre plate et élevée de terre sous laquelle on peut se mettre à l’abri »[réf. nécessaire] que l'on retrouve dans le lieu-dit Kerlac en Molac[réf. nécessaire]. On peut donc traduire ce lieu-dit par « la colline rocheuse », car il ne semble pas y avoir à cet endroit de trace d'une grande pierre plate sous laquelle il est possible de s'abriter.
Le Coëdic : Formé de coët signifiant « bois, forêt » et du suffixe -ic signifiant « petit »[réf. nécessaire]. Cela correspond donc à "Petit bois" ou "Petite forêt"
Perdrillan : Cela se décompose de la manière suivante : "Per" et "Drillan" : 
- per signifiant « poire sauvage » en Breton, mais il s'agit plutôt ici de "Perz", qui vient du gallois et du vieux breton "Perth" signifiant "Haie ou buisson" que l'on retrouve dans "Questembert" = "Haie de Chataigniers" ou dans "Persquen" = "Belle haie".[réf. nécessaire]
- drean signifiant « épine » en breton.[réf. nécessaire]

On pourrait donc le traduire par le "Buisson à épine" ou "Haie épineuse"[réf. nécessaire]. Néanmoins, l'hypothèse du "Poirier épineux" reste toutefois plausible car cela pourrait faire référence au Pyrus pyraster qui est très présent dans toutes les haies d'Europe et notamment à Réminiac et dont les rameaux peuvent porter une épine terminale[réf. nécessaire].
Moulin de Gardeux (et bois de Landreux) : Se nommait autrefois Gardreuc dans les registres paroissiaux[réf. nécessaire]. L'origine bretonne ne fait aucun doute par sa terminaison en "Euc", anciennement "Oc".
Ce lieu-dit se décompose de la manière suivante "Gar" et "Dreux" :
- "Gar" pourrait être issu du vieux breton "Garzh" signifiant "Buisson" ou "Enclos" ou bien du breton "Caer" signifiant "Village" (le "C" aurait alors subit une mutation adoucissante en "G")[réf. nécessaire]
- "Dreux", anciennement "Dreuc" serait lié à un personnage du nom de "Dreoc"[réf. nécessaire]. Les communes de Cardroc et de Roz-Landrieux en Ille-et-Vilaine pourraient être liées au même personnage. Dans le cartulaire de Redon en 846, il est question également du village de "TrebDreoc" (Trève de Dréoc).
Ce personnage aurait également donné son nom au bois de Landreux présent également à Réminiac (composé de "Lann" qui signifie ici "lande" ou "l'hermitage" et de "Dreux" correspondant toujours au personnage "Dreoc")[réf. nécessaire].
Le Cleu de Lanoë : Champ situé à proximité du bourg. Issu de "Kleuz" en breton signifiant le fossé[réf. nécessaire].
Le Glain : Champ situé à proximité du bourg. Issu de "Glenn" en Breton signifiant la vallée.

## Histoire
En 1907 le journal L'Ouest-Éclair déplore l'arriération des pratiques agricoles dans la région : « Que de landes encore, du côté de Campénéac par exemple, et comme les paysans sont routiniers par là. À Malestroit c'est pis encore ; de Saint-Marcel au Roc-Saint-André, par Sérent, de Réminiac à Monterrein, par Caro, comptez les terrains incultes, à peine plantés de maigres sapins. (..) Pourquoi alors ces progrès si lents qui paraissent nuls ? Pourquoi le sol de Sérent ou de Ménéac ne produiraient-ils pas aussi bien que celui de Bréhan ? Ces terrains sont trop maigres, dira-t-on. (..) La faute n'est pas à la terre, elle n'est pas plus au manque de bras, elle est au manque d'initiative, au manque d'influences compétentes ».
L'histoire de Réminiac après la fin de la Deuxième Guerre mondiale est décrite au travers d'un roman documentaire écrit par l'écrivain Claude Kerlaz et qui s'intitule La fin des paysans. Dans ce roman est mentionné le village de Quillac-sous-Beignon, il s'agit d'un pseudonyme pour Réminiac, tous les noms y sont ainsi changés.

## Politique et administration
| Période                                  | Période                   | Identité      | Étiquette | Qualité |
| ---------------------------------------- | ------------------------- | ------------- | --------- | ------- |
| 1995                                     | 2001                      | Léon Pillard  |           |         |
| 2001                                     | 1er novembre 2016 (décès) | Eugène Tual   |           |         |
| 28 janvier 2017 Réélu en 2020            | En cours                  | Michel Martin |           |         |
| Les données manquantes sont à compléter. |                           |               |           |         |

## Démographie
L'évolution du nombre d'habitants est connue à travers les recensements de la population effectués dans la commune depuis 1793. Pour les communes de moins de 10 000 habitants, une enquête de recensement portant sur toute la population est réalisée tous les cinq ans, les populations de référence des années intermédiaires étant quant à elles estimées par interpolation ou extrapolation. Pour la commune, le premier recensement exhaustif entrant dans le cadre du nouveau dispositif a été réalisé en 2005.

En 2022, la commune comptait 431 habitants, en évolution de +11,95 % par rapport à 2016 (Morbihan : +3,82 %, France hors Mayotte : +2,11 %).
| 1793 | 1800 | 1806 | 1821 | 1831 | 1836 | 1841 | 1846 | 1851 |
| ---- | ---- | ---- | ---- | ---- | ---- | ---- | ---- | ---- |
| 520  | 529  | 504  | 585  | 612  | 574  | 540  | 623  | 610  |

| 1856 | 1861 | 1866 | 1872 | 1876 | 1881 | 1886 | 1891 | 1896 |
| ---- | ---- | ---- | ---- | ---- | ---- | ---- | ---- | ---- |
| 653  | 695  | 725  | 650  | 663  | 687  | 709  | 705  | 725  |

| 1901 | 1906 | 1911 | 1921 | 1926 | 1931 | 1936 | 1946 | 1954 |
| ---- | ---- | ---- | ---- | ---- | ---- | ---- | ---- | ---- |
| 712  | 690  | 693  | 612  | 617  | 593  | 586  | 554  | 511  |

| 1962 | 1968 | 1975 | 1982 | 1990 | 1999 | 2005 | 2006 | 2010 |
| ---- | ---- | ---- | ---- | ---- | ---- | ---- | ---- | ---- |
| 487  | 481  | 423  | 391  | 365  | 353  | 341  | 339  | 359  |

| 2015 | 2020 | 2022 | - | - | - | - | - | - |
| ---- | ---- | ---- | - | - | - | - | - | - |
| 383  | 425  | 431  | - | - | - | - | - | - |

## Lieux et monuments
- l'église romane dédiée à saint Rémi et datant de la fin du XIIIe siècle. Le chœur de l'ancienne église abrite les sépultures des seigneurs de la Minière et de la Fresnay ;

- une croix en schiste dans le cimetière datant du XVIIe siècle ;

- le sentier des sculptures autour de l'étang du village est jalonné de sculptures modernes dont beaucoup sont l'œuvre de Melen Gibout.
- le manoir de la Fresnaye date du XVIIe siècle, il est inscrit à l'inventaire général du patrimoine culturel[42] ;
- le manoir de Surlande date du XIXe siècle, il est inscrit à l'inventaire général du patrimoine culturel[43].

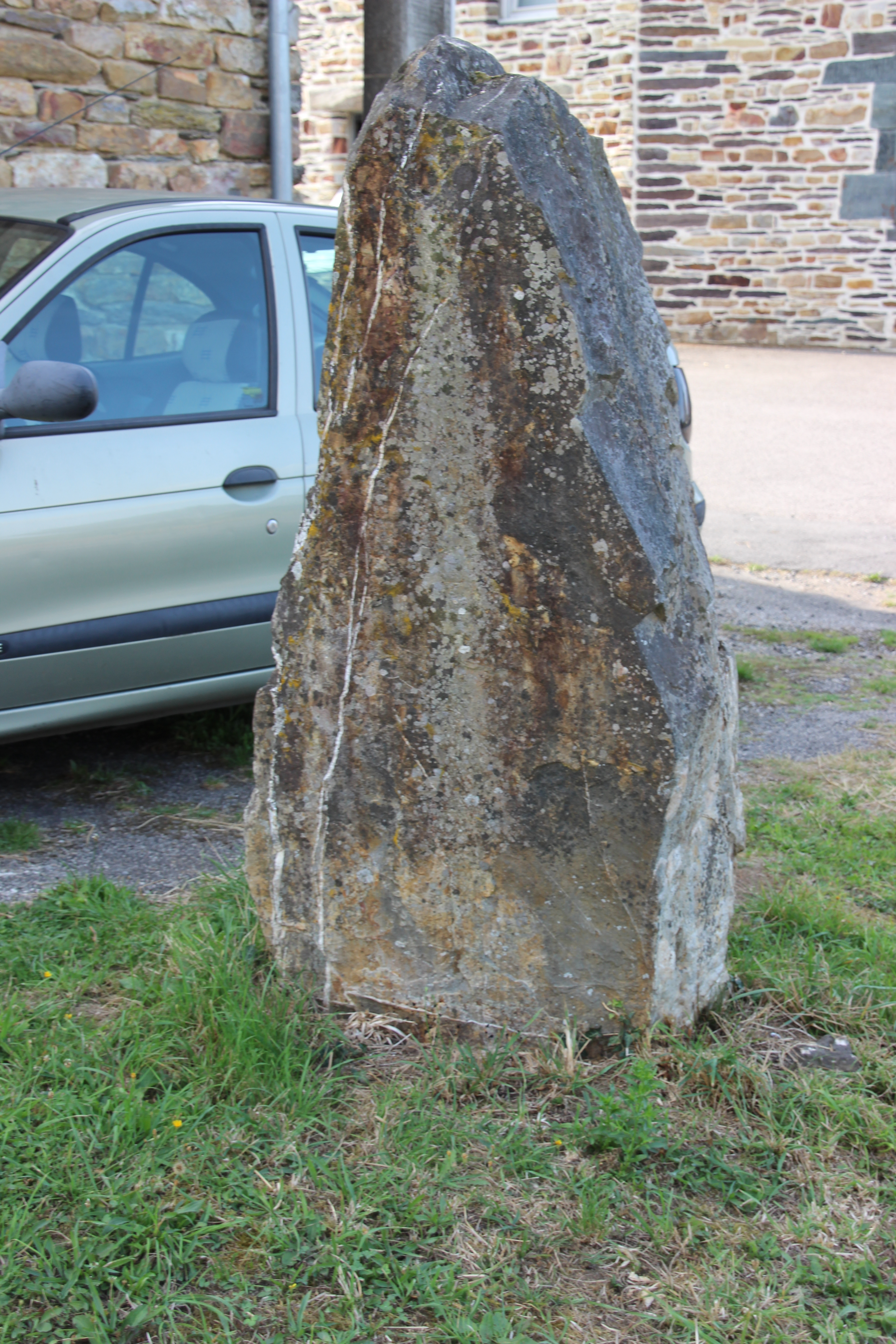
Menhir de la rue du menhir.
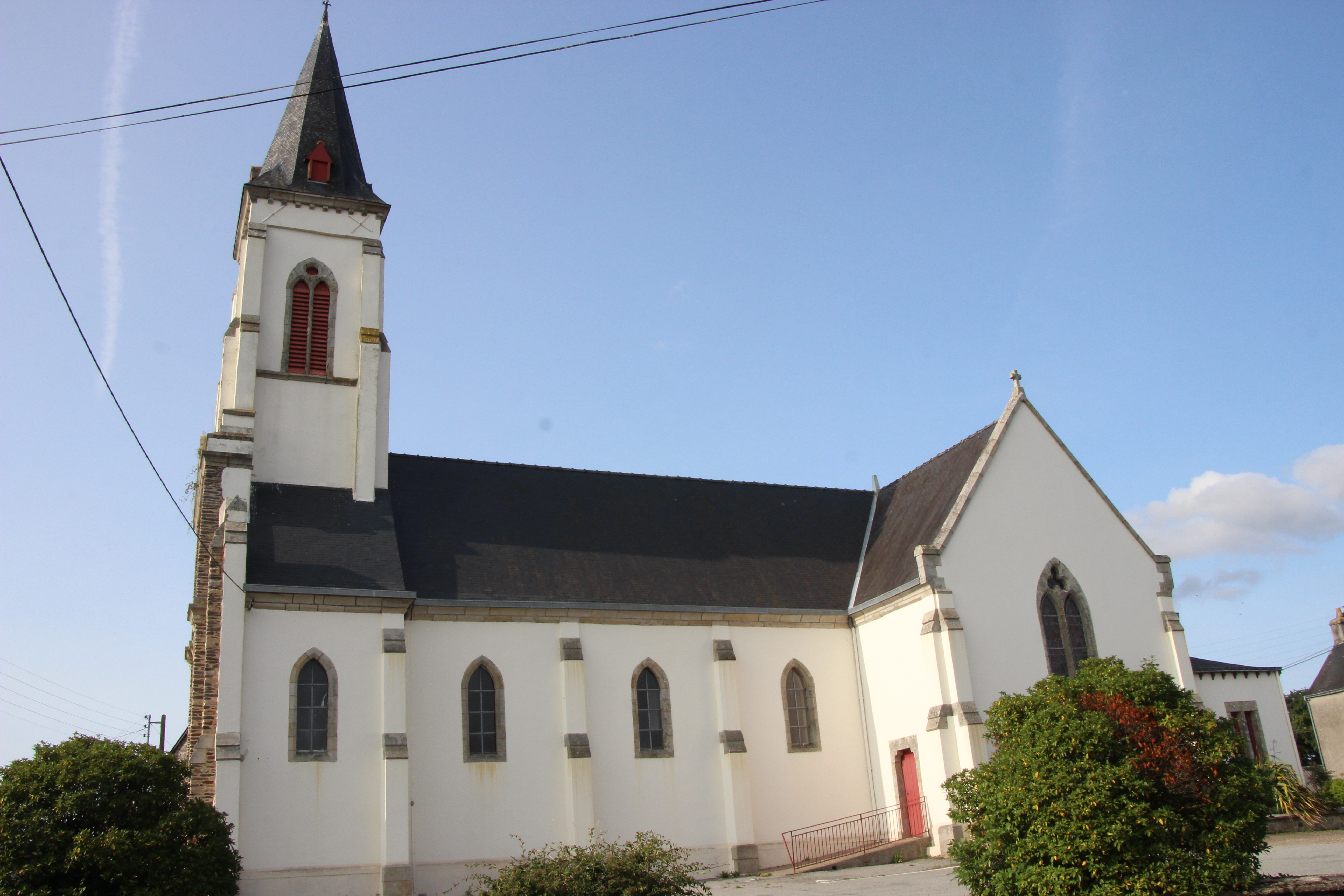
Église Saint-Rémy.
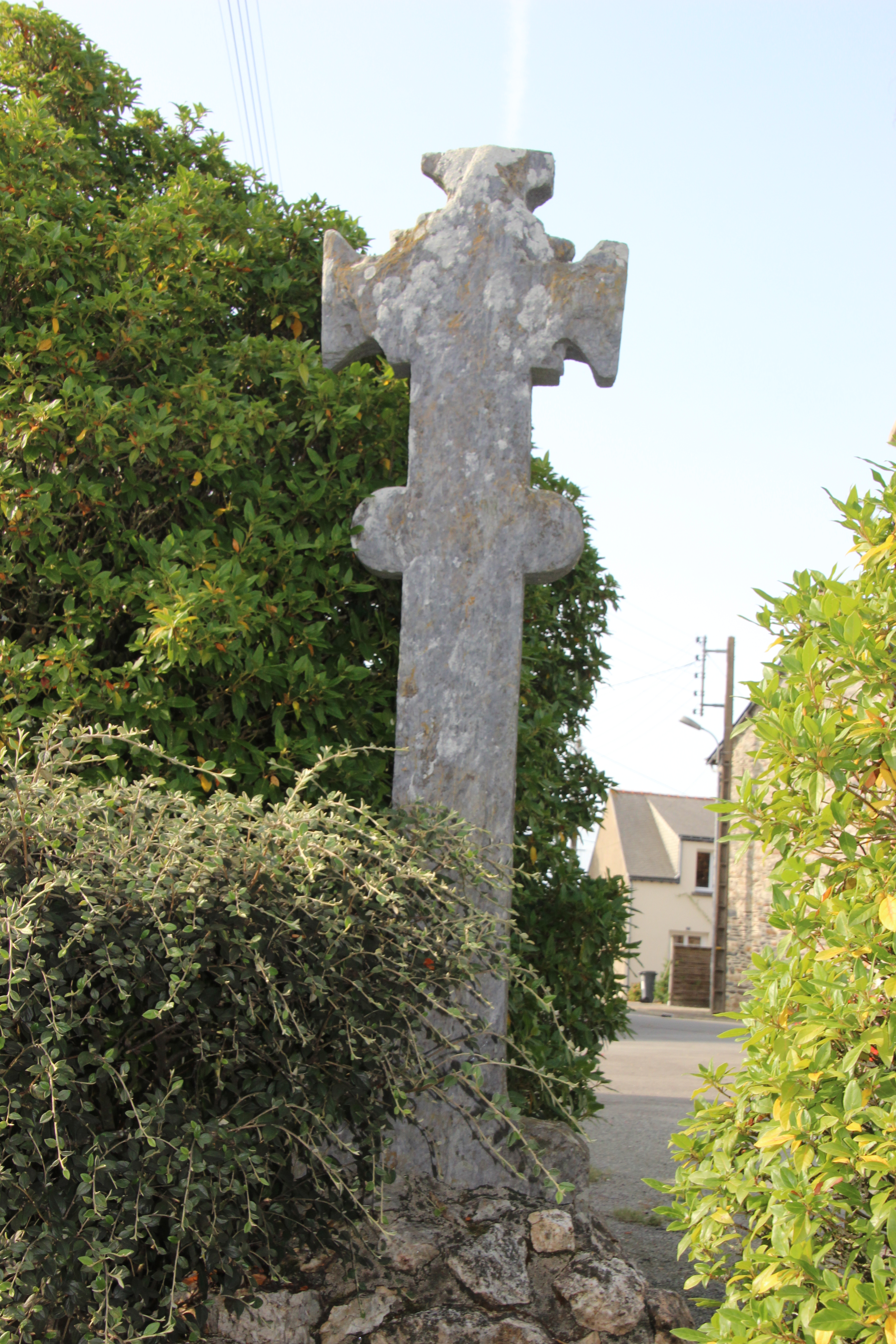
Croix près de l'église.
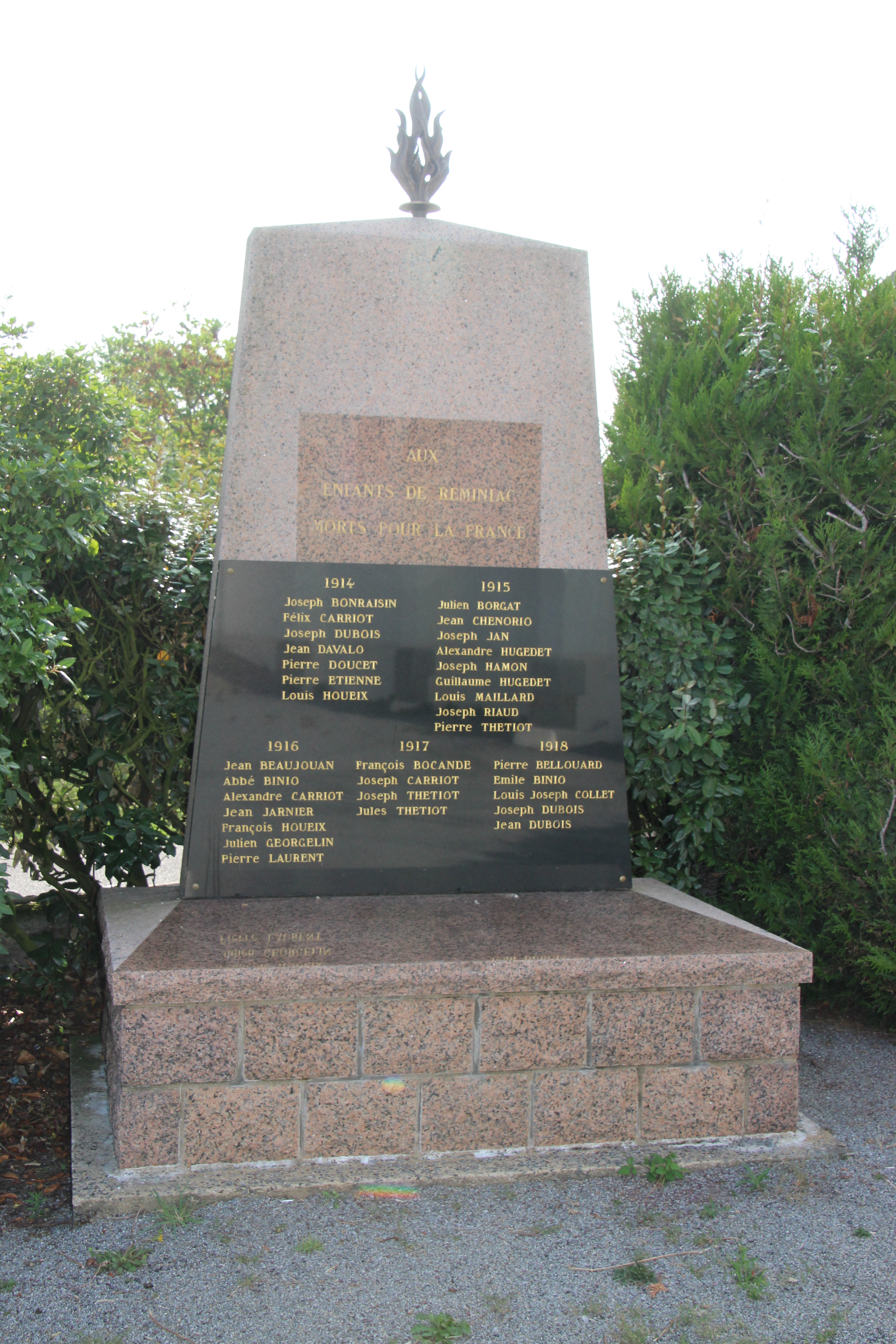
Monument aux morts de Réminiac.
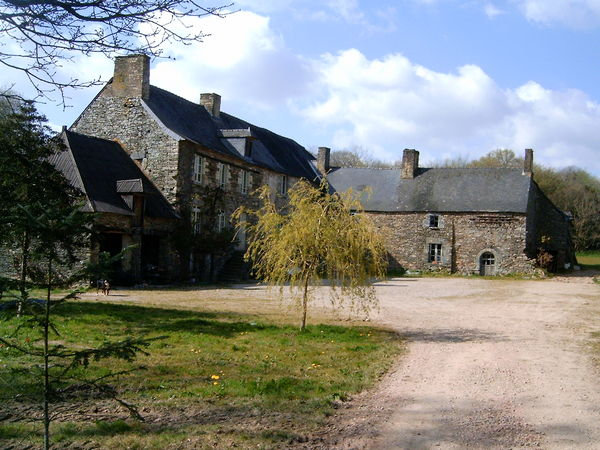
Manoir de la Fresnaye.